# Голланд-Патент (Нью-Йорк)
Голланд-Патент (англ. Holland Patent) — селище (англ. village) в США, в окрузі Онейда штату Нью-Йорк. Населення — 416 осіб (2020).

## Географія
Голланд-Патент розташований за координатами 43°14′28″ пн. ш. 75°15′24″ зх. д. / 43.24111° пн. ш. 75.25667° зх. д. (43.241145, -75.256571).  За даними Бюро перепису населення США в 2010 році селище мало площу 1,32 км², з яких 1,31 км² — суходіл та 0,01 км² — водойми.

## Демографія
Згідно з переписом 2010 року, у селищі мешкало 458 осіб у 202 домогосподарствах у складі 116 родин. Густота населення становила 348 осіб/км².  Було 231 помешкання (176/км²).
Расовий склад населення:
| - 99,3 % — білих - 0,2 % — чорних або афроамериканців |

До двох чи більше рас належало 0,2 %. Частка іспаномовних становила 1,7 % від усіх жителів.
За віковим діапазоном населення розподілялося таким чином: 23,1 % — особи молодші 18 років, 56,6 % — особи у віці 18—64 років, 20,3 % — особи у віці 65 років та старші. Медіана віку мешканця становила 44,4 року. На 100 осіб жіночої статі у селищі припадало 96,6 чоловіків;  на 100 жінок у віці від 18 років та старших — 93,4 чоловіків також старших 18 років.
Середній дохід на одне домашнє господарство  становив 70 121 долар США (медіана — 67 708), а середній дохід на одну сім'ю — 87 339 доларів (медіана — 77 500). За межею бідності перебувало 9,4 % осіб, у тому числі 15,7 % дітей у віці до 18 років та 0,0 % осіб у віці 65 років та старших.
Цивільне працевлаштоване населення становило 211 осіб. Основні галузі зайнятості: освіта, охорона здоров'я та соціальна допомога — 33,6 %, мистецтво, розваги та відпочинок — 17,5 %, публічна адміністрація — 12,3 %, роздрібна торгівля — 7,6 %.